# Life is Sacred
|  | Denne artikel er oprettet af botten PalnaBot ud fra en ekstern database. Den kan derfor have sproglige fejl eller mangler. Denne skabelon kan fjernes efter kontrol af indholdet. |

Life is Sacred er en film instrueret af Andreas Møl Dalsgaard.

## Handling
Vold er hverdag i Columbia, hvor narkokartellerne i årtier har fastholdt landet i en væbnet konflikt, og hvor næsten alle familier har mistet en af deres kære. Men den uortodokse præsidentkandidat Antanas Mockus gør hvad han kan for at vende den onde cirkel med en fantasifuld og positiv valgkampagne. Og han har erfaringen med sig. Som borgmester i Bogotá fik han iført Superman-dragt og med en ubændig tillid til det gode i sine medborgere bugt med både tårnhøje 'crime rates', uvorne studerende og folks dårlige trafikvaner. Hans idealisme er dog både hans styrke og svaghed i et korrupt, politisk system, hvor hans modpart spiller et beskidt spil, og hvor folket har mistet troen på selv at kunne gøre en forskel. Mockus får hjælp af den 22-årige aktivist Katherine, der selv har mistet sin far i den bitre konflikt.